# Centro de Acción Social
El Centro de Acción Social (CASA) fue un partido político en Guatemala. De 2003 a 2012

## Historia

### Antecedentes (1999-2003)
El Centro de Acción Social fue una organización partidaria y el único constituido fuera de la Ciudad de Guatemala como otros partidos.Surge en Quetzaltenango en 1999 por iniciativa de unos líderes de la región que buscaban realizar un cambio dentro de la estructura y dinámica usual de lo partidos políticos . Varios de sus líderes provenían de organizaciones sociales de la zona , mientras que otros líderes habían participado en la organización de comités cívicos electorales. 

#### 2003
Uno de sus objetivos principales que CASA perseguía durante su existencia según lo indicaba su secretario , era iniciar un proceso de descentralización y regionalización de los partidos políticos con el fin de propiciar una mayor representatividad de los distintos sectores de la población guatemalteca .Luego de pasar por el proceso requerido por la ley , CASA logra inscribirse como partido político el domingo 27 de julio de 2003.
En las elecciones generales de 2003 el partido a pesar de no haber participado respaldo la candidatura de Óscar Berger de la Gran Alianza Nacional (PP-MR-PSN) al inicio del proceso electoral si consideraron participar haciendo alianza con la Alianza Nueva Nación y Transparencia (CASA-ANN-PT) proponiendo a un candidato indígena a la presidencia pero el PT tuvo esa idea de lanzar a la presidencia al dirigente maya y alcalde de Quetzaltenango Rigoberto Quemé pero este último decidió no participar.
A pesar de eso, CASA contó con un bloque legislativo el 9 de febrero de 2005 hasta el 14 de noviembre de 2006

##### 2007
En las elecciones legislativas celebradas el 9 de septiembre de 2007, la parte garantizada 4,89% de los votos en la carrera por la lista de diputados nacionales y, contó con cinco escaños en el Congreso de la República de Guatemala de 2008-2012. En las elecciones presidenciales de ese mismo día, su candidato Eduardo Suger, ganó un 7,45% del voto popular. De alcaldías solo ganó una de las 57 postuladas por el partido y 332 que habían en juego. 

###### 2011-2012-cancelación
En 2011 su candidato Alejandro Giammattei quedó en el noveno puesto ganando apenas 46.395 votos y el 1.04% de ellos, no obtuvieron ningún diputado y los 5 de ellos tuvieron que dejar el congreso , ni diputados al Parlamento Centroamericano pero sí ganó 3 alcaldías.Al no cumplir con los requisitos mínimos especificados en la Ley Electoral y de Partidos Políticos, el Tribunal Supremo Electoral emitió en mayo de 2012 una resolución que indicaba la cancelación definitiva del partido.

## Resultados Electorales

### Presidenciales
| Año electoral | Candidato                  | 1.ª vuelta     | 1.ª vuelta | 2.ª vuelta     | 2.ª vuelta |
| Año electoral | Candidato                  | Total de votos | Porcentaje | Total de votos | Porcentaje |
| ------------- | -------------------------- | -------------- | ---------- | -------------- | ---------- |
| 2007          | Eduardo Suger Cofiño       | 244.373        | 7,86% (4°) |                |            |
| 2011          | Alejandro Giammattei Falla | 46.395         | 1,04% (9°) |                |            |

##### Municipales
| Comicios | Votos | Alcaldes | Alcaldes en coalición     |
| -------- | ----- | -------- | ------------------------- |
| 2007     |       | 1/332    | No participó en coalición |
| 2011     |       | 2/333    | No participó en coalición |

###### Parlamento Centroamericano
No obtuvo representación ante el Parlacen durante su existencia.